# María Barea
María Barea Paniagua (Chancay, 8 de diciembre de 1943), también conocida como Marita Barea, es una directora de cine ítalo-peruana, productora y directora de largometrajes y documentales sobre la mujer peruana. Ha sido productora de las películas Gregorio, Los Perros Hambrientos y Yawar Fiesta. Es considerada pionera del cine feminista en el Perú.Su cine presenta matices políticos y feministas relacionando condiciones vulneradas de las mujeres en los años ochenta y noventa posconflicto interno.

## Trayectoria
Inició su carrera en el teatro hasta que en 1971 comienza a colaborar como asistente de dirección y productora del cineasta cusqueño Luis Figueroa. En 1972 trabajó como asistente de producción en el rodaje de la película peruano-boliviana, El enemigo principal de Jorge Sanjinés en Bolivia.
En 1980, Barea y Figueroa se separan y ella realiza su primer proyecto personal, el documental Mujeres de El Planeta.
En 1982 funda el Grupo Chaski junto a Alejandro Legaspi, Fernando Espinosa (su pareja en ese momento), Stefan Kaspar, y Fernando Barreto. Allí tiene la idea de hacer un documental que contraponga dos eventos que se realizarían en Perú en julio de 1982, el concurso de Miss Universo y el Congreso de la Confederación Campesina del Perú, entonces escribe el guion y consigue el financiamiento gracias a la reputación que obtuvo con el documental Mujeres del Planeta. Sin embargo, tras el rodaje de Miss Universo en el Perú, los otros miembros del grupo, todos hombres, deciden excluirla de la edición de su propio documental y la relegan a tareas secundarias, en una actitud considerada por Barea como una muestra de 'Machismo-Leninismo'.
Para la película Gregorio, María Barea se encargó de la producción y de la búsqueda del protagonista. En esa película, hace un pequeño papel como la amiga de la madre de Gregorio.
En 1989 María Barea funda el Grupo Warmi (mujer, en quechua), junto a Amelia Torres y Marilú Pérez Goicochea. Warmi fue el primer grupo colaborativo de mujeres cineastas en el Perú y realizaron documentales y películas mostrando la problemática de la mujer peruana y de las niñas.
En 1998, en Hijas de la violencia, la cual es una mezcla de documental y ficción, expone el caso de dos jóvenes huérfanos víctimas de hostilidad en los años noventa en la localidad de Huamanga (Ayacucho).
En 2018 recibió un homenaje en el Encuentro Latinoamericano de Cine de No Ficción realizado en Arequipa.

## Filmografía

### Como productora
- 1972 - El enemigo principal
- 1974 - El reino de los mochicas (cortometraje)
- 1974 - El cargador (cortometraje)
- 1975 - Si esas puertas no se abren[16]
- 1975 - Chieraq’e. Batalla Ritual (película documental)
- 1976 - Los perros hambrientos[17]
- 1982 - Yawar Fiesta
- 1984 - Gregorio[18]

### Como directora
- 1982 - Mujeres de El Planeta (documental de la serie As Women See It)[19]
- 1982 - Miss Universo en el Perú (documental), productora y codirectora con el Grupo Chaski.[20][21]
- 1987 - Andahuaylas... Suenan las campanas (documental)
- 1989 - Las cruces de Porcón (documental)
- 1990 - Porque quería estudiar (documental)[22]
- 1992 - Antuca (film de docu-ficción)[23]
- 1999 - Hijas de la violencia (docu-ficción)[24]
- 2015 - Mamacha y las niñas invisibles (documental)[25]